# Eudynamys melanorhynchus
Il koel becconero (Eudynamys melanorhynchus Müller, 1843), è un uccello della famiglia dei Cuculidae.

## Sistematica
Eudynamys melanorhynchus ha tre sottospecie:
- Eudynamys melanorhynchus melanorhynchus
- Eudynamys melanorhynchus fascialis
- Eudynamys melanorhynchus facialis

## Distribuzione e habitat
Questo uccello vive in Indonesia.